# Île Random
L'île Random (littéralement l'« île Aléatoire ») est une île située à l'est de la côte canadienne dans l'océan Atlantique faisant partie de la province de Terre-Neuve-et-Labrador. Elle est située à l'est de l'île de Terre-Neuve dans la baie de Trinity partiellement confinée par la péninsule de Bonavista de l'île de Terre-Neuve au nord. L'île a une longueur approximative de 35 km et sa largeur varie de 15 km à son extrémité orientale à 6 km au milieu et à 17 km à son extrémité occidentale avec une superficie couvrant 310 km2. La population y était de 1 627 habitants lors du recensement de 1996. Un pont sur lequel passe la route 231 relie l'île à Terre-Neuve à la route 230 qui couvre la péninsule de Bonavista.

## Annexe